# Fässbergs IF
Fässbergs IF ist ein schwedischer Fußballverein aus Mölndal. Die Mannschaft des Klubs wurde 1924 schwedischer Landesmeister und spielte bisher 15 Spielzeiten in der zweiten schwedischen Liga.

## Geschichte
Fässbergs IF entstand am 24. April 1916 als Zusammenschluss der Vereine IK Celtic, Krokslätts IK und Mölndals IF. Zu Beginn der 1920er Jahre konnte sich die Fußballmannschaft in der regionalen, westschwedischen Meisterschaft regelmäßig auf den vorderen Rängen platzieren. Der größte Erfolg der Vereinsgeschichte gelang 1924, als im Finale der schwedischen Meisterschaft, die seinerzeit noch im Pokalmodus ausgespielt wurde, IK Sirius deutlich mit 5:0 besiegt wurde und der Von-Rosens-Pokal errungen wurde. Da die Einführung einer landesweiten Liga beschlossen wurde, musste der Klub sich für diese qualifizieren. Zwar gelang dies in sportlicher Hinsicht, aus ökonomischen Gründen wurde dem Klub jedoch die Teilnahme verweigert und Landskrona BoIS nahm den Platz in der Eliteserie ein.
1928 gehörte Fässbergs IF zu den 20 Gründungsmitgliedern der damals zweitklassigen Division 2 und wurde der zehn Mannschaften umfassenden Südgruppe zugeteilt. 1934 wurde die Mannschaft Zweitligameister, scheiterte jedoch in den Aufstiegsspielen mit 1:3- und 0:2-Niederlagen an Landskrona BoIS. In den folgenden Jahren ging es bergab und in den 1940er Jahren spielte der Klub teilweise nur noch sechstklassig.
1956 schaffte Fässbergs IF die Rückkehr in die Zweitklassigkeit. Bis 1960 gehörte der Klub der Division 2 an. Es folgte der erneute Abstieg in die Drittklassigkeit und später der Abstieg in die vierte Liga. 1994 gelang kurzzeitig die Rückkehr in die dritte Liga. Nach dem Aufstieg aus der fünftklassigen Division 3 spielt FIF zwischen 2007 und dem erneuten Abstieg 2010 in der viertklassigen Division 2.

## Trainer
- Gunnar Gren (1973)